# Collapsus

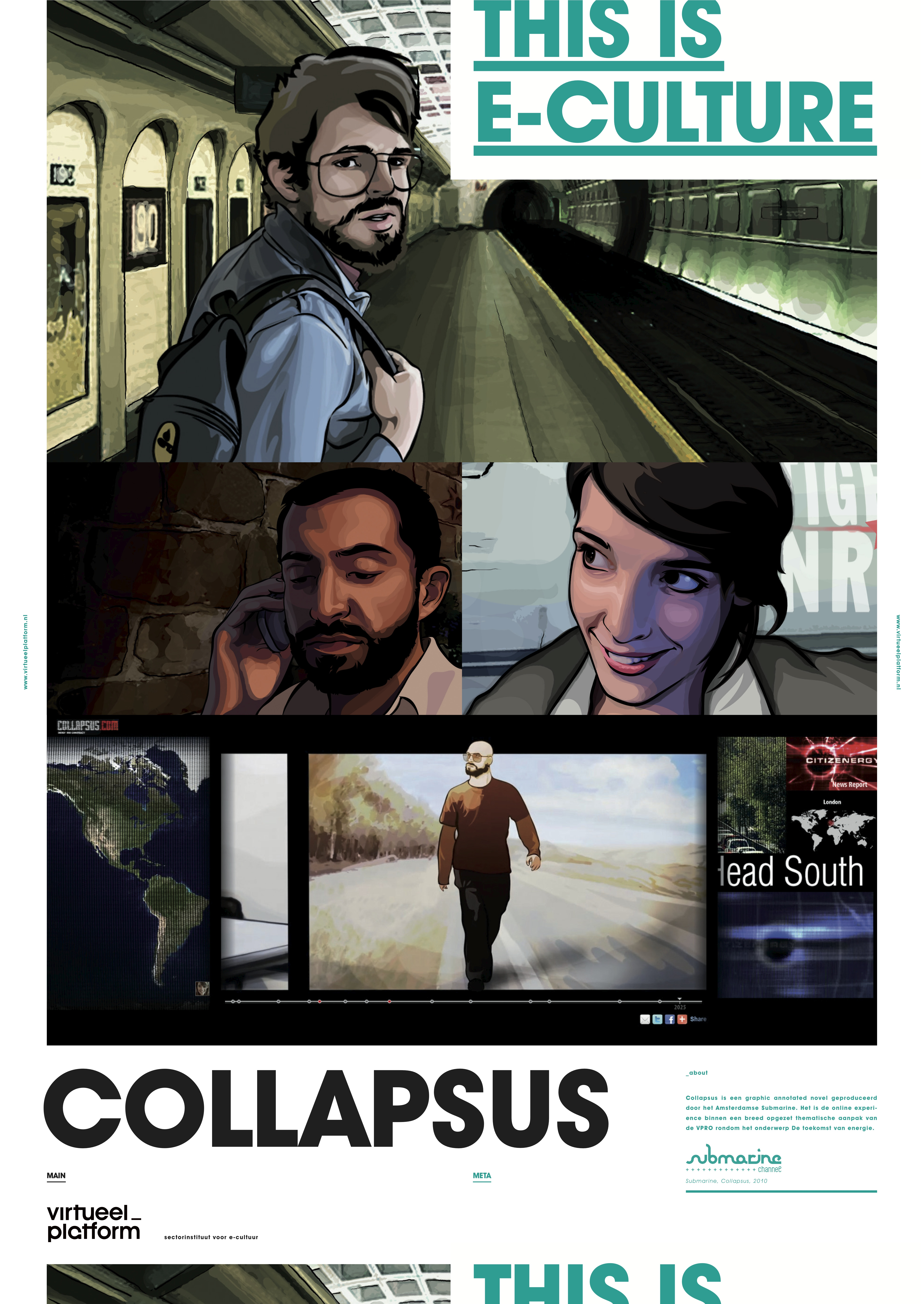
Reclameaffiche

Collapsus is een multimediaproject waarvan een korte film uit 2010 deel uitmaakt. De film werd geproduceerd door de VPRO en SubmarineChannel en uitgezonden in het kader van TV Lab. De film is een thriller die zich afspeelt in de nabije toekomst en bevat animatie met rotoscooptechniek, geacteerde delen en fragmenten uit de Tegenlicht-documentaire Energy Risk over peak oil.

## Verhaal
In de nabije toekomst ontstaat internationale energietekort als gevolg van verkeerde politieke beslissingen en terroristische aanslagen. Vera van Santen, videoblogger en dochter van een Europarlementariër gaat op onderzoek uit.

## Rolverdeling
| acteur             | personage |
| ------------------ | --------- |
| Fahd Larhzaoui     | Amir      |
| Mick de Lint       | Jack      |
| Kiko de Pater      | Liana     |
| Nanette Dražić     | Vera      |
| Joy Ehrlich        | Marianne  |
| Katarina Justić    | Elena     |
| James T. Kirkland  | Tony      |
| Hossein Mardani    | Ali       |
| Lisette Merenciana | Esperanca |
| Phi Nguyen         | Chen      |

## Prijzen
- Interactive Award (SXSW)
- International Digital Emmy Award (nominatie)